# 38 попугаев
«38 попугаев» — цикл советских кукольных мультфильмов для детей. Состоит из десяти коротких историй о забавных взаимоотношениях четырёх обитателей африканских джунглей — Мартышки, Слонёнка, Попугая и Удава.
Сериал создан режиссёром Иваном Уфимцевым и художником Леонидом Шварцманом по сценарию известного детского писателя Григория Остера. Название происходит от первой серии, в которой длину Удава измеряли в слонёнках, мартышках и попугаях.
Роли озвучивали Надежда Румянцева (Мартышка) (в серии «Великое закрытие» Мартышку озвучивала Раиса Мухаметшина), Михаил Козаков (Слонёнок), Василий Ливанов (Удав), Всеволод Ларионов (Попугай) и Борис Владимиров (Бабушка Удава).
В мультфильмах звучат песни Владимира Шаинского, Геннадия Гладкова и Алексея Шелыгина на слова Григория Остера. Песню Мартышки исполняет Ирина Грибулина.

## История создания

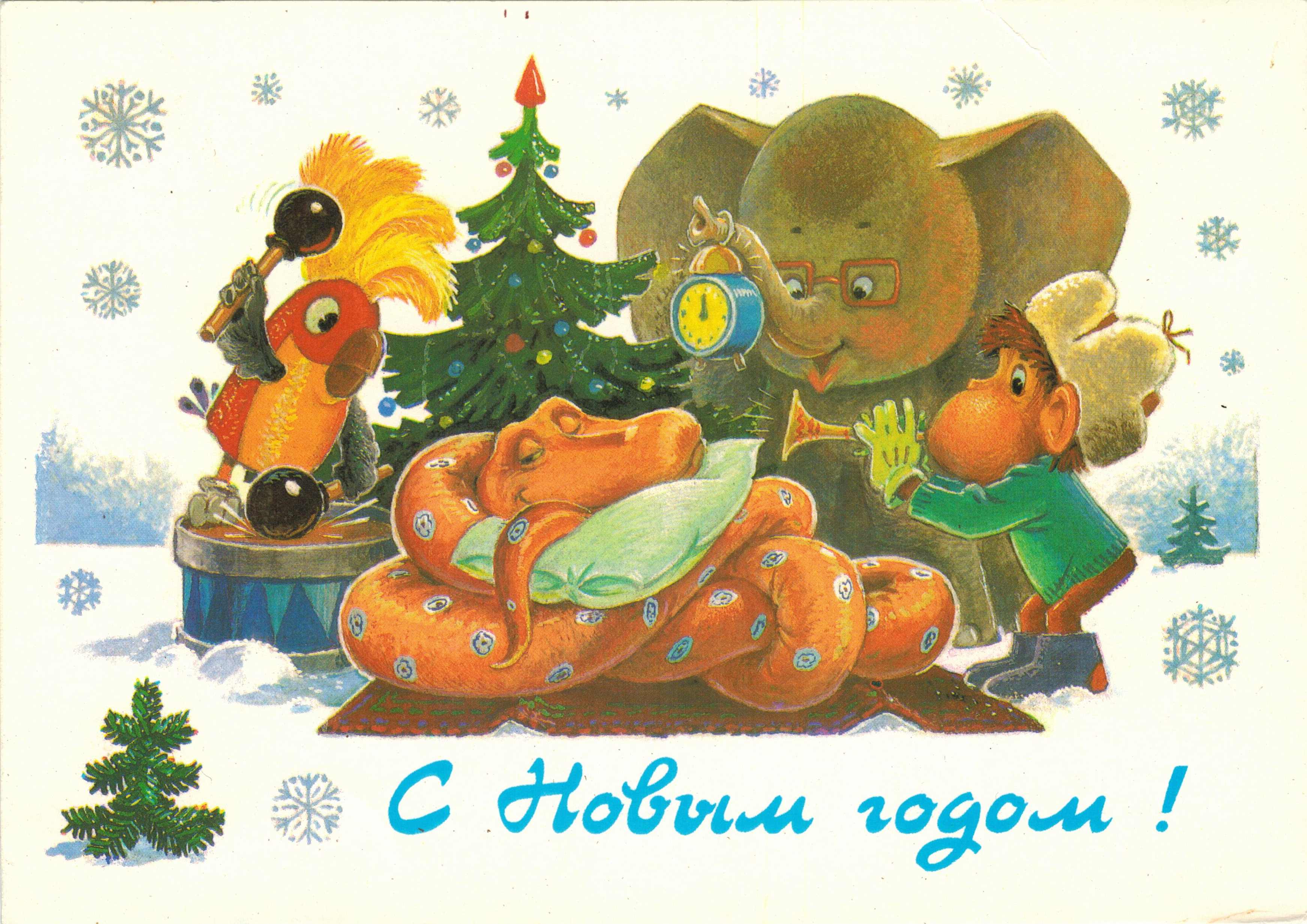
Герои мультфильма на новогодней почтовой открытке,
худ. Зарубин В. И., СССР, 1988 г.

Согласно воспоминаниям режиссёра Уфимцева, история создания мультфильма следующая:
Однажды Григорий Остер, теперь классик, а тогда просто Гришка, притащил на студию «Союзмультфильм» сказку «38 попугаев». А там почему-то все нос от неё воротили. Сунули мне. Прочитал одну фразу: «„А куда ты ползёшь?“ — спросила Мартышка. „Сюда. Сюда ползу“, — проворчал Удав…». Казалось бы, ничего особенного, но она так мне понравилась! Просто обалдеть как! И сделал фильм.

Что и говорить, мне невероятно повезло с командой. Великолепные актёры: Михаил Козаков, Василий Ливанов, Всеволод Ларионов, Надежда Румянцева. Мультипликатором был Юрий Норштейн. Лучший оператор — Александр Жуковский, который вместе с Юрой снимал «Ёжика в тумане» и «Шинель». Композитор — Владимир Шаинский. Звукооператор — Борис Фильчиков. А художник-постановщик — Леонид Шварцман!
В серии «Великое закрытие» вместо Надежды Румянцевой, которая во время озвучки мультфильма жила за границей с супругом-дипломатом Вилли Хштояном, Мартышку озвучивала Раиса Мухаметшина.
В создании мультфильма принимала участие художник-мультипликатор Ирина Собинова-Кассиль.
Согласно воспоминаниям художника-постановщика мультфильма Леонида Шварцмана, прототипом попугая в мультфильме стал Владимир Ленин.

## Создатели
| Автор сценария                | Григорий Остер |
| Режиссёр                      | Иван Уфимцев |
| Художники-постановщики        | Леонид Шварцман, Анатолий Курицын (9 серия), Н. Кабанова (10 серия) |
| Ассистент художника           | Николай Титов (1—8 серии) |
| Оператор                      | Александр Жуковский (1 и 3 серии), Владимир Сидоров (2, 4—8 серии), Сергей Хлебников (5 серия), Игорь Дианов (9 и 10 серии) |
| Композитор                    | Владимир Шаинский (1—5 и 9 серии), Геннадий Гладков (6—8 серии), Алексей Шелыгин (10 серия) |
| Звукооператор                 | Борис Фильчиков |
| Художники-мультипликаторы:    | Юрий Норштейн (1 серия), Ирина Собинова-Кассиль (1, 7 и 8 серии), Лидия Маятникова (2 и 3 серии), Сергей Олифиренко (2, 4—8 и 10 серии), Наталья Дабижа (3 и 9 серии), Сергей Косицын (9 серия), Елена Гагарина (9 серия), В. Голубев (10 серия) |
| Роли озвучивали:              | Надежда Румянцева — Мартышка (1—8 и 10 серии), Раиса Мухаметшина — Мартышка (9 серия), Михаил Козаков — Слонёнок, Василий Ливанов — Удав, Всеволод Ларионов — Попугай, Борис Владимиров — бабушка Удава (в титрах ошибочно указан как В. Владимиров) |
| Монтаж                        | Галина Филатова |
| Редактор                      | Аркадий Снесарев (1 и 3 серии), Наталья Абрамова (2, 4—10 серии) |
| Куклы и декорации изготовили: | Павел Гусев (1—9 серии), Олег Масаинов, Михаил Колтунов, Виктор Гришин, Марина Чеснокова (1—9 серии), Светлана Знаменская (1—9 серии), Екатерина Дарикович (1 серия), Владимир Алисов (2—10 серии), Семён Этлис (1—8 серии), Галина Филиппова (7 и 8 серии), Наталья Моленова (9 серия), Наталия Гринберг (9 и 10 серии), Нина Молева (1, 2, 4, 7—10 серии), Вячеслав Манешин (9 серия), Валентин Ладыгин (9 серия), Николай Закляков (10 серия), Юрий Аксёнов (10 серия), Лилианна Лютинская (10 серия), Валерий Петров (10 серия), Владимир Конобеев (10 серия), Александр Беляев (10 серия), Надежда Лярская (10 серия), Владимир Аббакумов (10 серия), Наталия Барковская (10 серия), Анна Ветюкова (10 серия) |
| под руководством              | Владимир Ким (7 и 8 серии) |
| Директор картины              | Глеб Ковров (5—8 серии), Григорий Хмара (9 серия), Вера Лаврик (10 серия) |

## Список серий
| №  | Название            | Премьера         | Описание                                                                                           |
| 1  | 38 попугаев         | 12 июля 1976     | Слонёнок, Мартышка и Попугай решают измерить рост своего друга Удава.                              |
| 2  | Бабушка удава       | 11 апреля 1977   | К Удаву приехала бабушка.                                                                          |
| 3  | Как лечить удава?   | 4 июля 1977      | Удав заболел. Все хотят его вылечить. Но они не так его поняли…                                    |
| 4  | Куда идёт слонёнок  | 19 сентября 1977 | Слоненок идет «например».                                                                          |
| 5  | Привет мартышке     | 13 января 1978   | У Удава прекрасное настроение, и он передаёт Мартышке привет. Но Слонёнок не может его предъявить. |
| 6  | А вдруг получится!  | 12 апреля 1978   | Как животные учат попугая летать.                                                                  |
| 7  | Зарядка для хвоста  | 27 марта 1979    | Мартышка решает стать сильной, чтобы делать зарядку для хвоста.                                    |
| 8  | Завтра будет завтра | 8 августа 1979   | Все пытаются выяснить, что сегодня, а что завтра.                                                  |
| 9  | Великое закрытие    | 30 января 1985   | Друзья пытаются отменить закон всемирного тяготения.                                               |
| 10 | Ненаглядное пособие | 15 августа 1991  | Звери начинают складывать, вычитать, умножать и делить.                                            |

## Награды
Награды и призы на фестивалях:
- «38 попугаев» — 1-я премия «Хрустальный кубок» на МКФ в Загребе (1975), диплом на Χ ВКФ в Риге (1977);
- «Бабушка Удава» — 1-я премия на МКФ в Португалии (1978);
- «А вдруг получится» — 2-я премия и диплом на ΧΙΙ ВКФ в Ашхабаде (1979)[5].

## Отзывы
С 1976 года Уфимцев начал работать над созданием серии «38 попугаев». За последующие 15 лет с перерывами он снял 10 фильмов. Художником Леонидом Шварцманом были созданы обаятельные персонажи, которые благодаря блистательной работе аниматоров и актёров приобрели яркие характеры и весьма правдоподобно разыгрывали смешные, порой нелепые ситуации, придуманные Григорием Остером. В героях сериала маленькие зрители узнавали себя и, потешаясь над их наивностью, познавали окружающий мир. За некоторые сюжеты режиссёр получил первые премии на фестивалях в Эшпинью (Португалия) и Загребе, дипломы в Риге и Ашхабаде. Одним из аниматоров на первых сериях работал Юрий Норштейн.— Сергей Капков, «Наши мультфильмы».